# Millana
Millana ist ein Ort und eine Gemeinde (municipio) mit 124 Einwohnern (Stand: 2024) im Südwesten der Provinz Guadalajara in der Autonomen Gemeinschaft Kastilien-La Mancha. 

## Lage und Klima
Millana liegt in einer Höhe von ca. 825 m in der Kulturlandschaft der Alcarria. Die Entfernung zur westnordwestlich gelegenen Provinzhauptstadt Guadalajara beträgt ca. 55 Kilometer (Fahrtstrecke). Das Klima ist gemäßigt bis warm; Regen (575 mm/Jahr) fällt übers Jahr verteilt.

## Bevölkerungsentwicklung
| Jahr      | 1970 | 1981 | 1991 | 2001 | 2011 | 2021 |
| Einwohner | 274  | 147  | 107  | 125  | 147  | 111  |

## Sehenswürdigkeiten

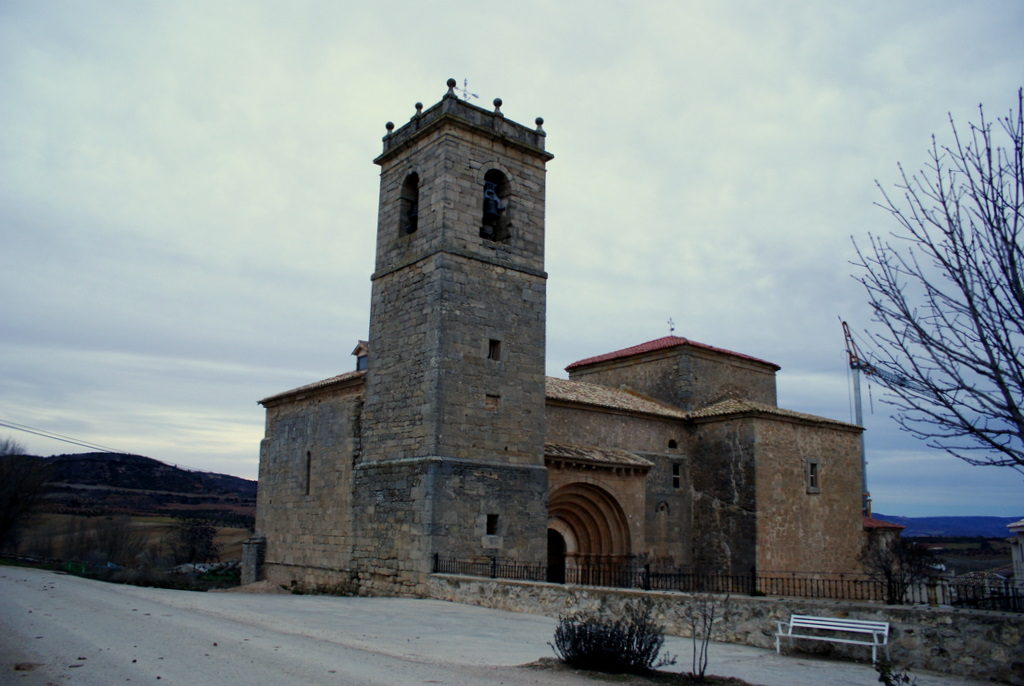
Dominikuskirche
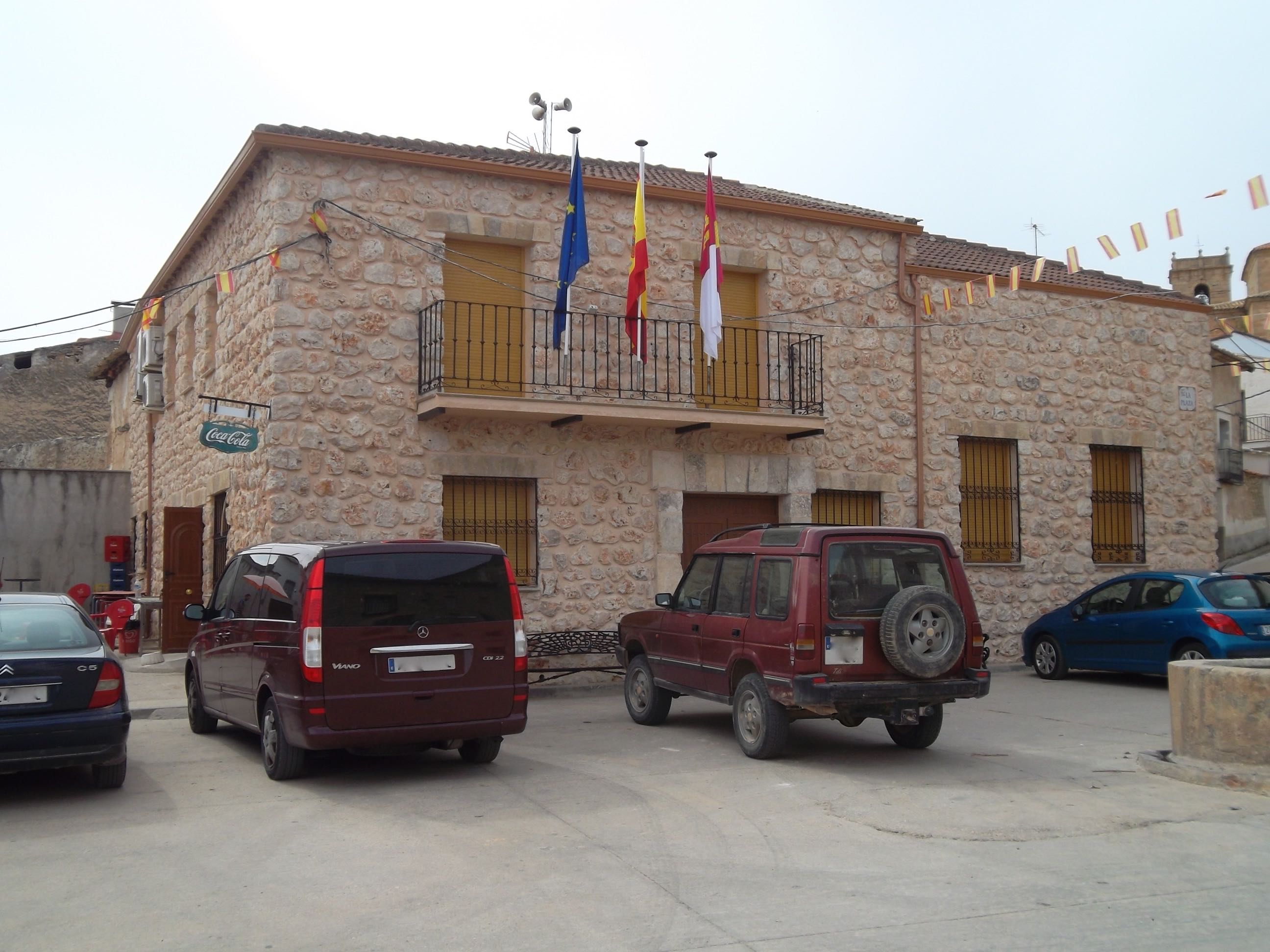
Rathaus

- Marienkapelle
- Sebastianuskapelle

- Dominikuskirche
- Rathaus